# 개닮은박쥐속
개닮은박쥐속(Peropteryx)은 대꼬리박쥐과에 속하는 박쥐 속이다. 5종으로 이루어져 있다.

## 하위 종
- 큰개닮은박쥐 (Peropteryx kappleri)
- 흰날개개닮은박쥐 (Peropteryx leucoptera)
- 작은개닮은박쥐 (Peropteryx macrotis)
- 엷은색날개개닮은박쥐 (Peropteryx pallidoptera)
- 트리니다드개닮은박쥐 (Peropteryx trinitatis)